# Hypnum vaucheri
Hypnum vaucheri (Hohlblättriges Schlafmoos) ist ein pleurokarpes Laubmoos aus der Familie Hypnaceae.

## Merkmale
Hypnum vaucheri bildet dichte, braungrüne, polsterförmige Rasen. Die den ausläuferartigen primären Stämmchen entspringenden sekundären, aufsteigenden bis aufrechten Stämmchen sind 3 bis 6 Zentimeter lang und mehr oder weniger unregelmäßig verzweigt bis gefiedert. Die Äste werden etwa 3 bis 15 Millimeter lang und sind wie die Stämmchen fast kätzchenförmig beblättert. Die dicht gedrängt stehenden Blätter sind sichelförmig-einseitswendig, eilänglich, lanzettlich zugespitzt, hohl und ganzrandig. Die Blattspitze ist vergleichsweise kurz, etwa halb so lang wie der Basalteil; die Blattrippe ist kurz und meist doppelt, seltener auch einfach und gegabelt.
Die zahlreichen Blattflügelzellen sind ziemlich gleichartig, meist etwa quadratisch und um 10 µm groß; nur an der äußersten Basis können auch einzelne hyaline und vergrößerte Zellen vorhanden sein. In der Blattmitte sind die Zellen etwa 4 bis 5 µm breit und 30 bis 50 µm lang, dickwandig, getüpfelt und an den Enden abgerundet. Stämmchenblätter sind bis 0,8 Millimeter breit, Astblätter etwa 0,3 bis 0,5 Millimeter. Pseudoparaphyllien finden sich spärlich in der Umgebung der Sprossanlagen, sie sind abgerundet-rechteckig bis halbkreisförmig und gezähnt oder zipfelig. Der Stämmchenquerschnitt weist einen Zentralstrang auf, die Epidermiszellen sind nicht hyalin.
Das Moos ist diözisch, es fruchtet nur sehr selten.

## Verbreitung und Standortansprüche
Hypnum vaucheri mit boreal-montaner Verbreitung kommt vor in Europa, Teilen von Asien, Nordamerika sowie im tropischen Afrika (Äthiopien). In Europa ist es schwerpunktmäßig in montanen bis alpinen Gebirgsregionen verbreitet. Es ist kalkliebend und wächst besonders in trockenen und sonnigen Lagen auf Gestein.